# 国鉄C57形蒸気機関車
国鉄C57形蒸気機関車（こくてつC57がたじょうききかんしゃ）は、日本国有鉄道（国鉄）の旅客用テンダー式蒸気機関車（SL）である。2022年現在も山口線のSLやまぐち号や、磐越西線のSLばんえつ物語の運行に使用されており、マスコミなどでは「貴婦人（きふじん）」の愛称で紹介されることも多い。鉄道ファン等からは「シゴナナ」と呼ばれている。
観光列車やイベントを除いて、日本で最後の旅客営業運転をおこなったSLである（1975年12月14日、北海道の室蘭本線室蘭駅発岩見沢駅行き）。

## 誕生の経緯
1937年（昭和12年）、C55形の63号機として製造が始められた機関車であるが、改良箇所が多岐に及んだため、検討の末に新形式とすることが決定され、C57形蒸気機関車として誕生をしている。
1947年（昭和22年）までの間に201両が量産された。本形式への信頼も高く、C51形に始まるライトパシフィック機の決定版となった。

## 構造
C55形との主な相違点はボイラー使用圧力の上昇（14kg/cm2→16kg/cm2）、それにともなうシリンダ直径の縮小（510mm→500mm）、スポーク動輪からボックス動輪への変更などである。ボイラー使用圧力が上昇したことにより、C55形よりも石炭・水消費量の減少や出力上昇など性能が向上し、これが新形式を与える決め手になったとも言われる。C55形とC57形は共通運用となる場合も多かったが、線形や列車条件によっては混運用ができない場合もあった。
基本設計を固めるに際し、設計陣からは軸重を15tとしてボイラーをひと回り大きくする案も出ていたが、使用者側は広域運用ができるほうが望ましいとしたため、ボイラーはC51と同等になった。
動輪以外での形態的な変化は、煙室前端部の曲面化、蒸気ドーム キセ後端部の傾斜化、エプロンの傾斜角変更が目立つところである。なお、C57形でもC57 110のように事故や腐食などの修繕や更新で、煙室前端部がC55形のように平面化されたものが数両存在する。
製造時期により、形態が若干異なっている（詳細後述）。戦後に製造されたもののうち、第4次形と呼ばれるタイプは運転室が密閉型となるなど、C59形に準ずるスタイルになっており、戦前から戦中に製造されたものとは、寸法や重量が若干異なる。
戦後に製造された3次形と4次形の中には、技術力、品質管理能力の低下により、ボイラーの性能が悪いものがあり、該当車両は一時期使用圧力を下げて運用されるなどの不便を招いていた。このため、1957年（昭和32年）から1959年（昭和34年）にかけて、本形式のうち57両のボイラーが新造品に載せ替えられている。なお、ボイラー取り替え対象車両の中には、上記以外にX線検査の結果不備が見つかった戦前製のものも含まれている。現在は動態保存中のC57 1も1958年（昭和33年）にボイラーの載せ替えが実施されている。

## 製造
鉄道省向けには、川崎車輛、汽車製造会社、三菱重工業、日立製作所の4社により、計201両が製造された。その他、台湾総督府鉄道およびその後身である台湾鉄路管理局向けに14両が製造されている。
年別の製造状況は次のとおりである。
- 1937年（16両）：C57 1 - 14, 33, 34
- 1938年（62両）：C57 15 - 32, 35 - 78
- 1939年（46両）：C57 79 - 124
- 1940年（26両）：C57 125 - 150
- 1941年（2両）：C57 151, 152
- 1942年（17両）：C57 153 - 169
- 1946年（21両）：C57 170 - 190
- 1947年（11両）：C57 191 - 201

製造所別の製造状況は次のとおりである。
- 川崎車輛（60両）
  - C57 1 - 7（製造番号1769, 1770, 1798 - 1802）
  - C57 15 - 32（製造番号1869 - 1878, 1882, 1889）
  - C57 45 - 72（製造番号1898 - 1907, 1919 - 1925, 1961 - 1965, 1968 - 1973）
  - C57 153 - 159（製造番号2679 - 2685）
- 汽車製造（5両）
  - C57 8 - 12（製造番号1500 - 1504）
- 三菱重工業（106両）
  - C57 13, 14（製造番号212, 213）
  - C57 41 - 44（製造番号225 - 228）
  - C57 73 - 86（製造番号237 - 242, 245 - 249, 251 - 253）
  - C57 109 - 152（製造番号259 - 286, 307 - 322）
  - C57 160 - 169（製造番号346 - 355）
  - C57 170 - 201（製造番号503 - 534）
- 日立製作所（30両）
  - C57 33 - 40（製造番号941 - 948）
  - C57 87 - 108（製造番号1062 - 1083）

### 製造期による相違

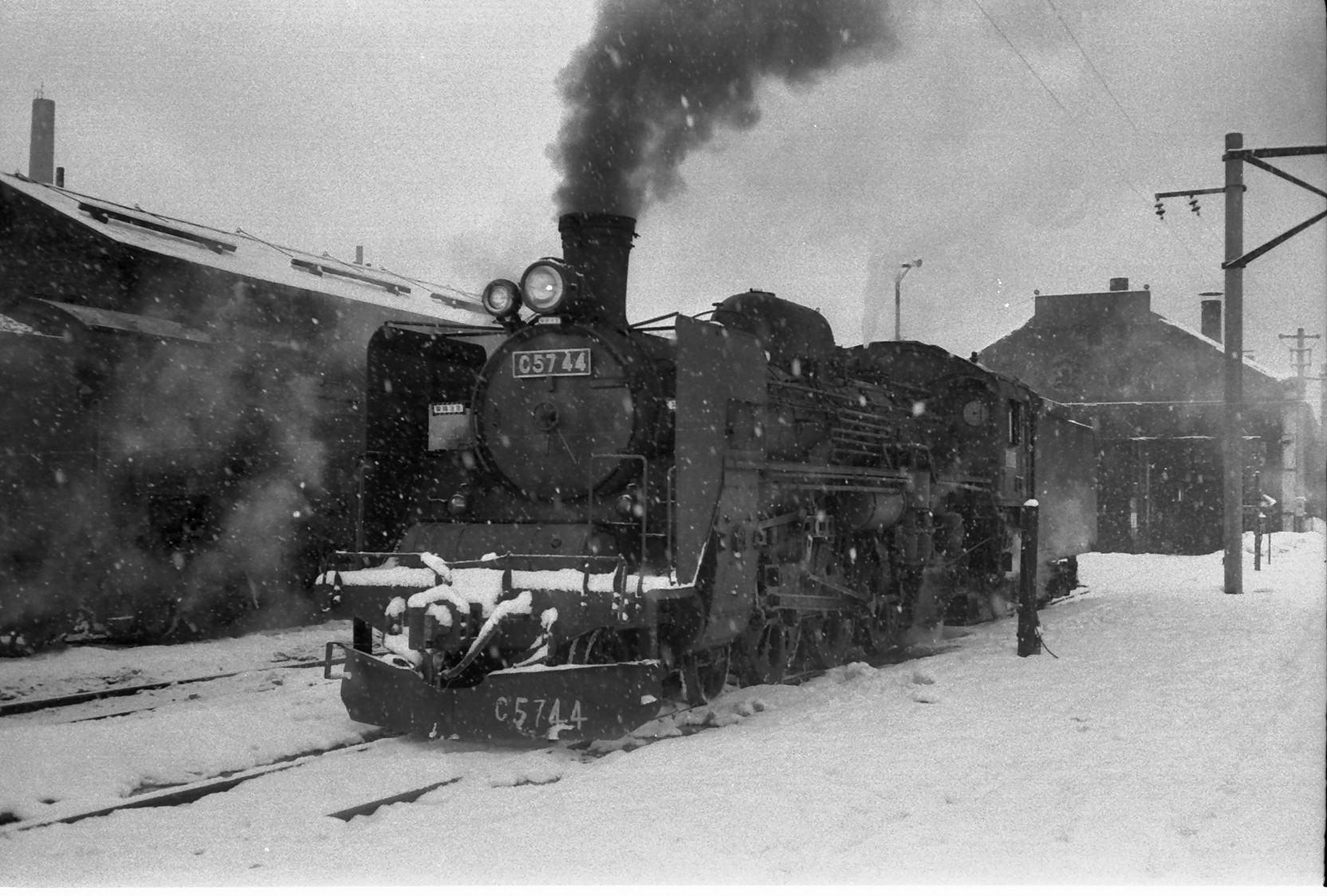
1次形のC57 44。岩見沢機関区にて（昭和49年）

1次形 (C57 1 - 138)
1937年（昭和12年）から1940年（昭和15年）の間に製造された基本形である。従台車とテンダー台車がともに一体鋳鋼製とされた。
2次形 (C57 139 - 169)
1940年（昭和15年）から1942年（昭和17年）にかけて製造。第二次世界大戦の開戦により、資材・工程の削減をやむなくされた。組み立て式従台車を使用し、テンダー台車枠が板枠に変更された。基本的には1次形のままで性能に大きな差はない。この形式の別名でもある「貴婦人」とは1次形と2次形を指している。
1次形と2次形の間で炭水車を振り替えたケースもある（C57 120, 121, 135, 145, 148など）。
3次形 (C57 170 - 189)
1946年（昭和21年）製造。戦後の旅客用機関車の不足を補うために製造された。設計期間がなかったことから2次形からの大幅な改設計は見送られた。それでも先輪がD52形用の流用であるディスク形となったり、コンプレッサーからの空気放熱管がランボード下に収められるなどの相違点が見られる。また、砂箱キセ前面が1次形や2次形と比べ傾斜している。
4次形 (C57 190 - 201)
1947年（昭和22年）製造。3次形が2次形の基本をそのまま踏襲したのに対し、本グループでは戦後形C59形の設計思想を取り入れた大幅な改良が施されている。キャブ（運転室）が密閉式となり、デフレクター前部上端は45度に切り取られ、炭水車は船底形となり、ボイラーも板厚を増したものになるなど改良され、C59形によく似た外観となった。また、動力逆転機も装備されたが、燃焼室の採用は見送られている。外観の変化が比較的大きかったことについては、均整美が失われた、とするものと、近代的で力強い、とする両論がある。
後年の改造
九州地区ではC55形同様に除煙板を小倉工場製の切り取り形除煙板（門デフ）に交換したものが有名であるが、この他にも煙室前部角の腐食対策として丸形から角形への改装、重油併撚化したもの、などがある。
特徴的なものとしては11号機の運転台側面への明かり窓増設、77号機の宇佐美式弁装置試用（1954年）などがある。

### 外地向けのC57形
かつて日本が領有していた台湾の台湾総督府鉄道においては、1942年（昭和17年）から1943年（昭和18年）の間に川崎車輛と日立製作所で、鉄道省の2次形に準じて6両が製造され、同じくC57形 (C57 1 - 6) として使用された。太平洋戦争後は台湾鉄路管理局が引き継ぎ、CT270型 (CT271 - 276) と改称され、1982年（昭和57年）まで使用された。また1953年（昭和28年）にアメリカ合衆国の援助で8両が日立製作所で製造され、追加輸出された。その戦後形の8両 (CT277 - 284) は整備の関係で戦前に台湾に渡っていたグループと仕様を揃えるため特別に2次形をベースにして生産（カウキャッチャーの取り付け、ディスク先輪、やや大型化された炭水車など細部の仕様変更あり）、これが日本で最後に製造された国鉄形蒸気機関車となった。
製造の状況は次のとおりである。
- 1943年
  - 日立製作所：C57 1, 2 → CT271, CT272（製造番号1512 - 1513）
  - 川崎車輛：C57 3 - 6 → CT273 - CT276（製造番号2862 - 2865）
- 1953年
  - 日立製作所：CT277 - CT284（製造番号12102 - 12109）

## 運用

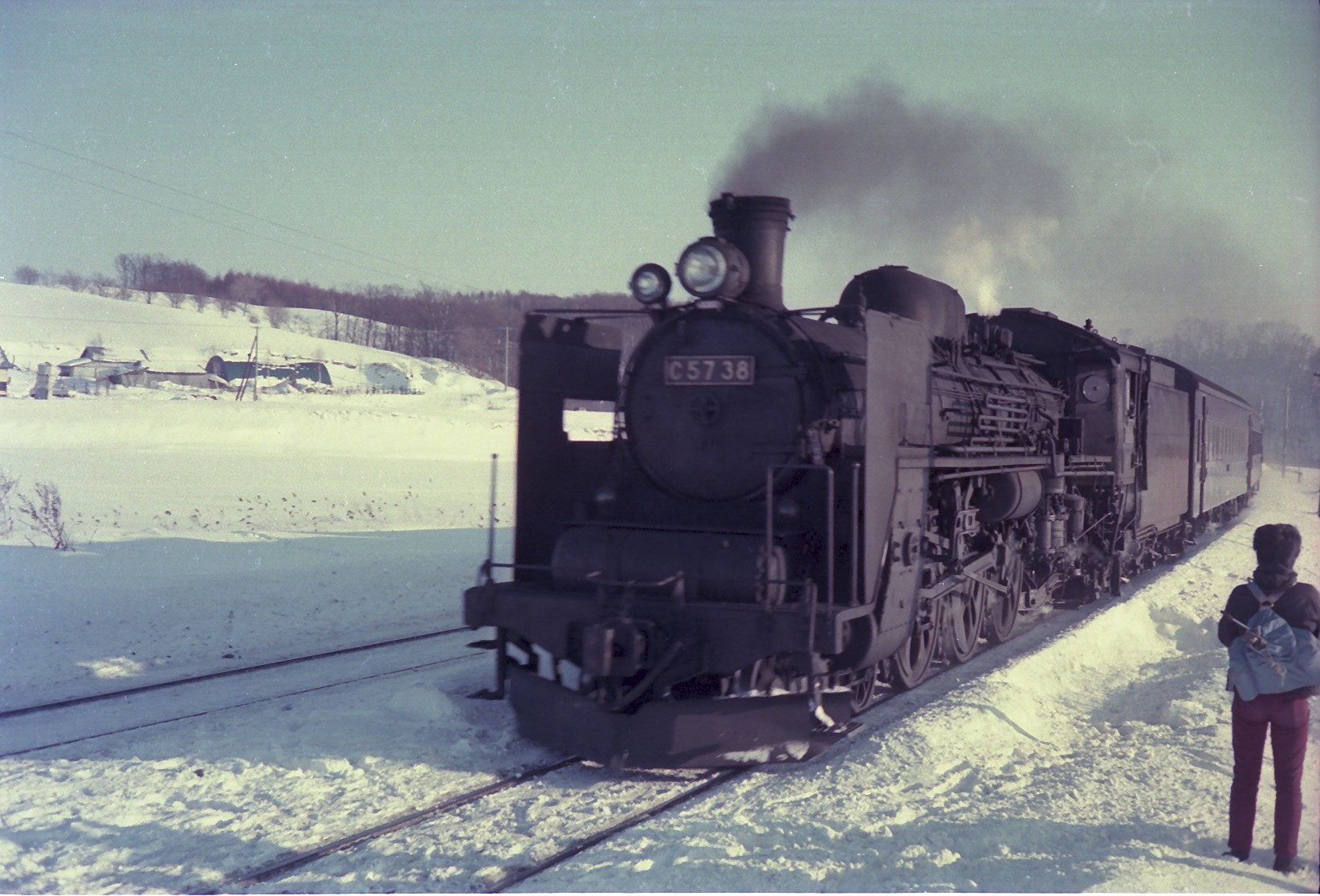
C57 38が牽引する室蘭本線の客車列車（昭和49年）

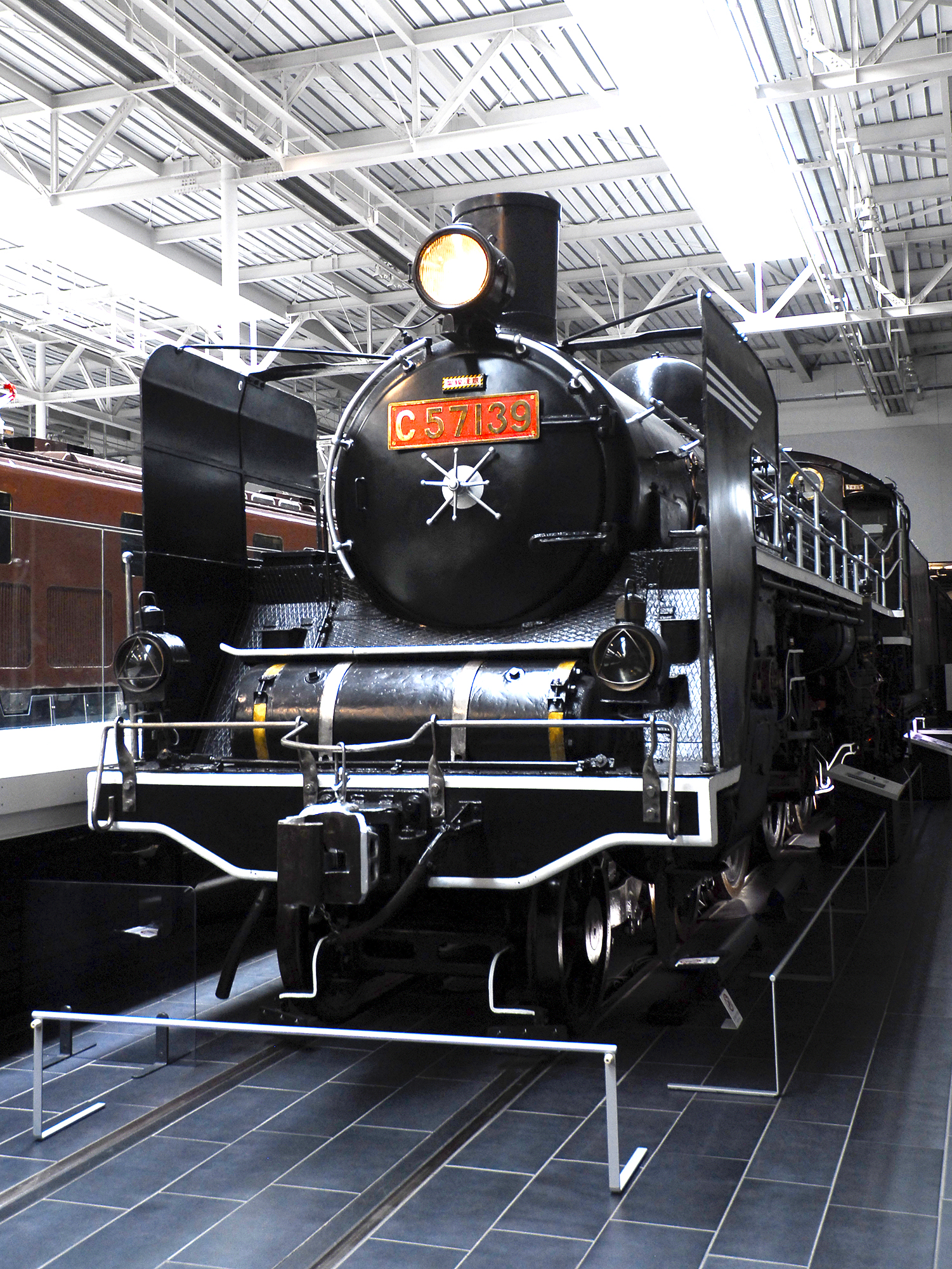
C57 139 準鉄道記念物。名古屋機関区所属機、お召し列車18回牽引。お召し装備での復元（リニア・鉄道館、2013年）

四国を除く全国各地で優等旅客列車の牽引を中心に使用された。
特に軸重制限からC53形やC59形などの大型旅客用蒸気機関車が入線できなかった熊本以南の鹿児島本線や長崎本線では、1942年に関門トンネル開通で長崎駅まで延長運転された特急「富士」（戦局の悪化等の理由で翌年博多駅発着とされ、1944年3月に廃止）や戦後の特急「かもめ」「さちかぜ」「平和」「さくら」に代表される優等列車の牽引にも充当された。
また、北陸本線（今庄駅 - 直江津駅間）、信越本線の“海線”区間（直江津駅 - 柏崎駅 - 長岡駅 - 新津駅 - 新潟駅間）、羽越本線（新潟駅 - 新発田駅間の白新線を含む）などのような全国各地の地方幹線（や亜幹線）でも、急行などの優等列車を牽引した。
北海道でも、戦後の1960年代中期までは小樽築港機関区所属機や釧路機関区所属機が、小樽駅 - 札幌駅 - 滝川駅 - 富良野駅 - 帯広駅 - 釧路駅間を、函館本線 - 根室本線経由でロングラン運用されるなどして活躍した。また、宗谷本線でも、蒸気機関車時代の晩年には、それまで同線の旅客列車の牽引で活躍していた旭川機関区配置のC55形の老朽化が進んだことから、その置き換えとなるDD51形ディーゼル機関車の両数が揃うまでの間、本州や九州などから3両の本形式が転属し（最初に宗谷本線で使用されたのは1973年に旭川機関区に転属してきた87号機で、1974年8月夏頃まではこのC57 87が、最後の2両になったC55形（30・50）との共通運用で使用され、このC55形2両が全般検査期限切れとして運用離脱した9〜10月には、九州から転属してきた130・186が代わって運用に就いた。しかしこれらも、DD51形の増備が進んだ結果、1974年12月8日をもって運用から離れ、翌1975年2月に廃車された。
運用前期の廃車については、C57 73・74・99・162が太平洋戦争終戦前に戦災に遭い、1949年（昭和24年）3月29日付けで廃車となっているほか、C57 106は1961年（昭和36年）8月29日に羽越本線新津駅 - 京ケ瀬駅間の踏切でトレーラートラックと衝突大破して同年11月18日付けで廃車。C57 90は1963年（昭和38年）3月16日に北陸本線能生駅 - 筒石駅間で発生した地滑りで流入した土砂に埋まり、同年6月18日付けで廃車となっている。
性能・保守面の良さを買われて長く活躍し、国鉄の旅客用蒸気機関車の代名詞となった。全長に比べてボイラが細く見え、スタイルが美しいとの理由で「貴婦人」の愛称で親しまれた。1953年にはC57 126がそれまで東京鉄道管理局のお召し列車専用機であったC51 239に替わって就役しているなど、各地で無煙化になるまでの間お召列車の牽引実績を残すなど、平坦線を中心に運転·保守両サイドから使い勝手が良いと高く評価され、戦後、老朽化が目立ち始めたC51の代替としてC57の早期転入を求める声が多かったり、昭和35年頃、輸送力強化とC51の淘汰促進のため、電化で余剰になったC59を改造したC60が配属される管理局や機関区では、C57を手離すことを渋る声が上がった。
昭和30年代以降、特急・急行列車の無煙化が進むと普通列車の牽引に回ったが、大半が蒸気機関車の最終期まで残り運用された。晩年になってもディーゼル機関車の不調や両数不足などで急行列車牽引の機会があり、寝台特急の牽引事例もあった。また、日豊本線や播但線、千歳線などでは、貨物列車の定期運用もあった（千歳線では、主に重量貨物列車の補機として使用）。
本州の東日本地区において最後まで本形式が運用されていた羽越本線では、1960年代前半に定期急行牽引任務からは外れたものの、1972年10月のダイヤ改正時に電化が完成するまでは、大阪駅 - 青森駅間の臨時急行「きたぐに51号」の新潟駅 - 秋田駅間（白新線経由）を牽引（1968年10月のダイヤ改正時＝いわゆる“ヨン・サン・トオ”から1972年9月末日まで）するなど、普通列車を中心に、臨時急行列車や荷物列車などの牽引機として活躍した（ただし、羽越本線での普通列車と荷物列車の牽引については、同線の電化開業半年前の同年3月のダイヤ改正時までに、全てD51形、またはDD51形に置き換えられている）。
1972年（昭和47年）10月14日・15日に鉄道開通100年を記念して汐留駅 - 東横浜駅間に運転された「鉄道100年記念号」の牽引には、当時紀勢本線で稼働中の7号機が上京してその任にあたっている。同機は和歌山県で現在も静態保存されている。
運用後期でもお召し列車に用いられ、1972年（昭和47年）5月の新潟植樹祭の際に、当時新津機関区所属のC57 1が羽越本線の新津駅 - 村上駅間で牽引したり、1973年（昭和48年）4月に第24回全国植樹祭が宮崎県にて催された際に日豊本線におけるC57 117が牽引するお召列車が4月9日に西都城駅 - 宮崎駅間、10日に高鍋駅 - 宮崎駅、12日に宮崎駅 - 延岡駅間にて運行された。同時この一連のお召列車運行は、日本国内における蒸気機関車牽引による最後のお召し列車運行となった。
日豊本線では、晩年の延岡以南における優等列車の牽引はDF50形ディーゼル機関車に置き換えられていたが、DF50形が故障し予備機のやりくりがつかなくなった場合など、車両運用の都合上で突発的に急行列車や時には寝台特急「富士」「彗星」を牽引することもあり、一例として1973年5月9日の上り寝台特急「彗星」を本形式が重連（前位機は66号機）で牽引していた姿が季刊誌『国鉄時代』2008年11月号 AUTUMN Vol.15（ネコ・パブリッシング）に掲載されており、これは国鉄線内で蒸気機関車が定期特急列車を牽引した最後の事例とされる。1973年（昭和48年）10月から、日豊本線の急行列車、下り「日南3号」の宮崎駅 - 都城駅間の牽引に使用された。この列車はすでにDF50形ディーゼル機関車に置き換えられていたが、寝台特急の増発による車両運用の都合上、再びC57形が使用されることとなった。この運用は翌年1974年（昭和49年）3月まで続き、これが国鉄で蒸気機関車が牽引する優等列車としては最後のものとなった。
1975年（昭和50年）、NHKは当時の人気アイドルであった歌手の山口百恵と漫画家の加藤芳郎が出演する、蒸気機関車を扱った特別番組を制作した。このロケのため運転された列車には岩見沢第一機関区に所属していたC57 135が使用され、10月20日午前11時4分の室蘭駅発岩見沢駅の普通列車を牽引した。その年の12月8日に同じ区間を走った国鉄D51形蒸気機関車がSLの最終運行となるはずだったが、国鉄本社がセレモニー付きのSLラストランを行うよう指示。
そのC57 135が再び牽引することとなった。午前7時50分の出発は国鉄室蘭吹奏楽団が『鉄道唱歌』で見送り、徹夜組を含めて3000人が来駅したうち、定員の3倍にあたる2000人が乗車。室蘭駅 - 岩見沢駅で国鉄最後の蒸機牽引旅客列車となる225列車を牽引した。同列車は本来はD51形を使用することになっており、最終日の12月14日のみ特別措置としてC57形牽引となった。

### 1975年12月14日の225列車の編成表
|          | ← 岩見沢室蘭 → |          |        |        |          |        |        |        |          |
| 号車     |                | 1        | 2      | 3      | 4        | 5      | 6      | 7      | 8        |
| 形式     | C57            | オハフ62 | オハ62 | オハ62 | オハフ33 | オハ35 | スハ32 | スハ32 | オハフ62 |
| 車両番号 | 135            | 10       | 119    | 105    | 1031     | 714    | 836    | 847    | 13       |

## 「貴婦人」の愛称について
本機の愛称である「貴婦人」だが、そもそもの由来は急行旅客用テンダー機関車として、C51形以来の標準である1,750mm動輪を装備するが、それに対して、それまでのC53形、C55形よりも細いボイラを搭載しているため、脚の長い整った容姿の女性に例えてつけられたものである。
しかし、C57形全車を「貴婦人」とするかには異論があり、準戦時設計となった2次形では蒸気ドームが拡大され、戦後型の3次形以降は補器類も見直されて厳つくなったため、「貴婦人」の愛称にはふさわしくないともいわれる。結果として次のような定義がなされている場合がある。
1. 原設計の1次形のみ。
2. 蒸気ドーム以外の基本設計がほぼ共通の2次形まで。
3. ボイラ設計が共通の3次形まで。

C57形全車を「貴婦人」としている文献もあるが、その由来の元であるボイラの設計が変更された4次形は含まないのが普通である。また、4次形は重装備に加え、製造時すでにC59形が登場しており、C59形に似た外観及び密閉式運転席やD51形の戦中型と同様の舟底式炭水車の採用など、別形式と言っても良い改良が行われているなどの理由に加え、導入当初から山あいの亜幹線での使用となったため、正反対の「山男」や「戦後型C57」と例えられることもある。

## 保存機

### 動態保存機
現在、西日本旅客鉄道（JR西日本）に所属する1号機と、東日本旅客鉄道（JR東日本）に所属する180号機の2両が動態保存されている。いずれも本線運転用に整備され、車籍を有している。因みに、1号機は車籍を一度も抹消されていないが、180号機は1969年（昭和44年）に廃車後、1999年（平成11年）に車籍の再登録を受けた。
1号機は、日本国有鉄道→JRにおける蒸気機関車の恒常的保存運転の嚆矢と呼ばれ、2006年（平成18年）に、「梅小路の蒸気機関車群と関連施設」の物件として、準鉄道記念物に指定された。
また、台湾では同型の機関車CT273が2014年6月9日よりイベント列車として動態保存機としての運転を開始した。同機は1984年に退役後は彰化県花壇郷の台湾民俗村に静態保存されていたが2010年2月2日に彰化扇形庫へ移送され、動態復元に向けた整備が約3年掛けて実施された。
2017年（平成29年）5月21日、JR西日本の1号機と台湾のCT273「仲夏宝島号」が姉妹列車協定を結ぶことが明らかとなる。
- SLやまぐちゆうゆう号として山口線内を走行する1号機（長門峡 - 渡川間、2009年9月）
- SL村上ひな街道の牽引機として走行するC57 180（2014年3月）
- 彰化扇形庫に到着したCT273（2010年2月）
- SL春さきどり号として内房線を走行するC57 180（2009年2月）

### 静態保存機
| 画像   | 番号                 | 所在地                                                                   | 備考 |
| ------ | -------------------- | ------------------------------------------------------------------------ | --- |
|        | C57 144              | 北海道岩見沢市9条東2丁目 みなみ公園                                      | |
|        | C57 201              | 北海道旭川市神居古潭 古潭公園（神居古潭駅跡）                            | C57形ラストナンバーで現存唯一の4次形。重油併燃化されたため蒸気ドーム・砂箱の後方に重油タンクが設置されている。 |
|        | C57 46               | 福島県福島市桜木町7-36 児童公園                                          | |
| 整備前 | C57 26               | 埼玉県行田市本丸3-5 本丸児童公園                                         | 現役時代に集煙装置を取り付けていたため、煙突が短くなっている。2024年に、修復が行われた。 |
|        | C57 135              | 埼玉県さいたま市大宮区大成町3丁目47 鉄道博物館                           | 1975年に室蘭本線で国鉄最後の蒸気牽引旅客列車を牽引した。同年11月24日、NHKのテレビ番組『さらば蒸気機関車』で加藤芳郎と山口百恵がこの機関車が牽引する普通列車に乗車したことから、「百恵ちゃん号」と呼ばれている。その後、廃車となり交通博物館に保存されたのち、鉄道博物館の開館により移設された。車両ステーション1階の転車台上に設置され、回転実演が行われる。                                          |
|        | C57 129              | 千葉県野田市清水906 清水公園 ※解体済み                                   | 1996年7月解体 |
|        | C57 198              | 千葉県君津市東坂田3丁目2 坂田駅前公園 ※解体済み                          | 2003年6月解体 |
|        | C57 57               | 東京都世田谷区大蔵4丁目6-1 大蔵運動公園                                  | |
|        | C57 66               | 東京都大田区大森北4丁目27 入新井西児童交通公園                           | 毎日12時と15時になると汽笛が鳴り、5分間にわたって圧縮空気によりシリンダーを動かし動輪が回転する。 |
|        | C57 186              | 東京都小金井市関野町1丁目13-1 東京都立小金井公園                         | 客車スハフ32 2146と連結され保存されている。3月から11月までの土日祝日と都民の日（10月1日）の10時から16時までの間に限り公開される。 |
|        | C57 19               | 新潟県新潟市秋葉区新津東町2丁目5-6 新潟市新津鉄道資料館 屋外展示スペース | 1972年9月に引退した後、同年10月16日から2013年6月まで新潟市中央区の鳥屋野交通公園にて保存されていた。同月18日の深夜に鉄道資料館へ移設され、翌2014年より公開された。 |
|        | C57 30               | 静岡県富士市今井3丁目4-2 富士市立元吉原小学校                            | |
|        | C57 139              | 愛知県名古屋市港区金城ふ頭3丁目2-2 リニア・鉄道館                        | 戦後の名古屋機関区のお召列車牽引機で、お召列車を18回牽引した。1969年に関西本線で名古屋発のSL列車さよなら運転にも使用されたのち、中部鉄道学園（のちJR東海研修センター）に保存された。1971年（昭和46年）4月17日に準鉄道記念物に指定されている。2011年にリニア・鉄道館の開館にあわせてJR東海研修センターから移設された。                                                                                 |
|        | C57 128              | 滋賀県大津市におの浜4丁目2-12 市立科学館跡                               | 科学館は移転したが屋根付き状態で保存されており、月一度の割合で国鉄OBにより定期的に整備されており状態は良い。機関区票差しには「滋」「大」のプレートが挿入されている。バック運転に対応したためであろうかテンダーにもライトが残されている。なお当機の先輪にはC544の刻印があり、仮にこれがC54のことであれば、現存する数少ないC54の部品となる。                                                            |
|        | C57 56               | 京都府木津川市加茂町里西上田11-1 木津川市立加茂小学校                    | |
|        | C57 189              | 京都府与謝郡与謝野町字滝941-2 加悦SL広場                                 | |
|        | C57 148              | 大阪府大阪市西区九条南3丁目20-10 共栄興業本社                            | 非公開だがガラス越しに見学可。 |
|        | C57 5                | 兵庫県姫路市御立西4丁目4 御立公園                                        | |
|        | C57 11               | 兵庫県豊岡市立野町1 中央公園                                             | 昭和20年代には九州に配置され特急「かもめ」の牽引にも使用されており、門鉄式除煙板が装備されている。1957年に豊岡機関区に転属後に取り付けられた集煙装置、重油タンク、スノープローは保存時に取り外された。現存唯一の汽車製造会社製C57形。 |
|        | C57 93               | 兵庫県朝来郡生野町口銀谷546 生野町立生野小学校 ※解体済み                 | 1998年8月頃に解体。 |
|        | C57 160              | 奈良県生駒郡三郷町勢野西1丁目6-1 三郷町立三郷小学校 ※学校敷地内          | |
|        | C57 110              | 和歌山県橋本市北馬場454 橋本運動公園                                     | 1956年（昭和31年）10月15日に発生した六軒事故の事故機で、事故機4両中当機だけが復旧され、蒸気機関車の末期まで使用された。形態的には煙室前端下部が丸型ではなく水平であることや、運転室の明かり取り窓が四角形であることが特徴である。 |
|        | C57 119              | 和歌山県和歌山市岡山丁3 岡公園                                           | |
|        | C57 7                | 和歌山県田辺市高雄1丁目17-8 会津児童公園                                 | 1972年（昭和47年）10月14日・15日に汐留駅 - 東横浜駅間で「鉄道100年記念号」を牽引し、翌1973年（昭和48年）9月9日には紀伊田辺駅 - 和歌山駅間でさよなら運転に使用された。 |
| 整備前 | C57 156              | 島根県益田市あけぼの西町1-9 西公園                                       | 2010年頃を最後に手入れが行われておらず、サビが目立っていたが、2022年12月に修復された。 |
|        | C57 165              | 島根県浜田市黒川町 東公園                                                | |
|        | C57 76               | 広島県三原市糸崎南1丁目1-1 三菱重工業三原製作所 ※工場敷地内              | 2024年3月に三原製作所糸崎工場から三原製作所和田沖工場へ移設 |
|        | C57 44               | 愛媛県西条市大町927-2 四国鉄道文化館南館                                 | 当初保存の市民公園より2014年に移転。 |
|        | C57 158              | 福岡県北九州市門司区大里本町2丁目1-15 八坂神社 ※解体済み                 | 2005年（平成17年）5月27日解体。 |
|        | C57 95               | 長崎県諫早市宇都町27-1 長崎県立総合運動公園                              | |
|        | C57 100              | 長崎県長崎市賑町5 中央公園 ※解体済み                                     | 被爆救援列車牽引機の代替として保存されていたが、中央公園を祭事会場として使用するため移設が検討された。しかし調査の結果、老朽化が激しく移設が困難であるとされたため2017年3月ごろ現地で解体され、動輪等の一部の部品が保存された。また運転室内の計器類はC57 19に移植されており、同機の水面計等に「C57 100」の刻印が刻まれている。                                                                        |
|        | C57 175              | 宮崎県宮崎市大字熊野字藤兵衛中州 宮崎県青島青少年自然の家                | |
|        | C57 151              | 鹿児島県鹿児島市平川町5669-1 平川動物公園                                | |
|        | C57 87               | 鹿児島スクラップヤード※解体済み                                          | 現役時代は北海道で使用されており、廃車後、沖縄海洋博を前に1975年に開業したSLホテル「沖縄リゾートステーション」用に保存。島式ホームに複数の車両が保存されていた。計16両という日本最大級のSLホテルであったが1983年に閉鎖。その後機関車のみ敷地とともに今帰仁村に譲渡され、1991年に村がふるさと創生資金を活用し修復したが、海沿いでもあり再び老朽化が進行し、鹿児島に返送され、2005年6月頃に解体された。 |
|        | 台湾鉄路管理局 CT271 | 台湾 基隆市安楽区基金一路208巷付近 情人湖公園                            | |
|        | 台湾鉄路管理局 CT278 | 台湾 彰化県二水郷 二水駅                                                 | |
|        | 台湾鉄路管理局 CT284 | 台湾 宜蘭県宜蘭市五結郷中正路二段6之8号 中興文化創意園区                 | |

### 動輪のみ保存
- C57 38：JR東日本宇都宮線小金井駅の西口ロータリー内に動輪がモニュメントとして保存されている。
- C57 100：長崎県長与町（長与駅東口前広場）。
- C57 117：祐天寺駅付近にあるカレー店「ナイアガラ」にて保存。JR九州日豊本線西都城駅ロータリーにナンバープレートと動輪がモニュメントとして保存。
- C57 130：JR北海道旭川支社敷地内および神居古潭にて保存。
- C57 155：新大阪駅正面口近くに第1動輪保存。
- C57 181：JR東日本新津運輸区の敷地内に第2動輪がモニュメントとして残されている。

- C57 43主動輪（左）米子駅
- C57 68動輪津山まなびの鉄道館
- C57 155第1動輪（中）新大阪駅

## 登場した作品

### ドキュメンタリー
- NHK特集「よみがえれ貴婦人C571〜最後のSL解体修理〜」（1985年2月24日、NHK）[18]

### ドラマ
- NHK大河ドラマ「いのち」（1986年1月5日放送「帰郷」、NHK）冒頭付近で、1号機が集煙装置を外した状態で主人公たちが乗る列車(旧型客車と貨車の混成)を牽引する場面に登場。

### コンピューターゲーム
- SLで行こう（PlayStationソフト、1998年12月17日発売）JR西日本の1号機が登場。
- 汽車でGO!（PlayStationソフト、2000年3月16日発売）JR東日本の180号機が登場した。
- まいてつ､鉄道博物館 (さいたま市)の館長が登場した。